# Graines (The Walking Dead)
Graines est le premier épisode de la Saison 3 de la série télévisée The Walking Dead, classifiée dans le genre des séries télévisées d'horreur post-apocalyptique. L'épisode a d'abord été diffusée sur AMC aux États-Unis le 14 octobre 2012. 
L'épisode est la première non prolongée de The Walking Dead. Il a été généralement acclamé par la critique, de nombreux critiques louant son retour à la forme dans des niveaux de gore, de tension et d'urgence. Beaucoup l'ont également noté comme un exemple de la promesse du showrunner Glen Mazzara d'un "niveau d'action plus élevé", comme on le voit dans les épisodes précédents de la série. L'épisode a également présenté la promotion de Danai Gurira dans une série régulière de remplaçants en vedette.
Lors de sa diffusion, l'épisode a attiré 10,9 millions de téléspectateurs et a battu plusieurs records non seulement pour la série, mais aussi pour l' histoire de la télévision.

## Intrigue
Huit mois après que Rick a tué Shane et l'assaut de la ferme familiale des Greene, le monde continue de devenir de plus en plus dangereux tandis que la grossesse de Lori avance. Rick, qui a maintenant assumé un leadership de type dictatorial sur son groupe de survivants, et sa compagnie sont maintenant à la recherche d'un refuge sûr, car Lori doit accoucher d'un jour à l'autre. Alors qu'ils cherchaient de la nourriture, Rick et Daryl tombent sur une prison – West Georgia Correctional Facility – plein de rôdeurs. Après que Rick ait parlé au groupe de la prison et de la façon dont cela pourrait être une nouvelle maison pour eux, le groupe nettoie la cour extérieure de la prison des marcheurs et sécurise leur position à l'intérieur des clôtures. Comme de nombreux marcheurs dépêchés portent des uniformes de prison ou de garde, Rick pense que la prison est peut-être tombée au début de l'épidémie et pourrait contenir une importante cache de ravitaillement. Lori essaie plus tard de parler à Rick de l'enfant, mais, alors que leur relation se détériore, il la renvoie afin qu'il puisse se concentrer sur la planification de leur approche pour le lendemain.
Ailleurs, Andrea est tombée gravement malade de la grippe depuis qu'elle a été séparée du groupe et prise en charge par Michonne : la silhouette encapuchonnée avec l'épée qui l'a sauvée des promeneurs qui l'attaquaient dans les bois. Les deux ne vont pas bien et se sont réfugiés dans une glacière à cerfs. Michonne cherche de l'aspirine ou d'autres médicaments dans un magasin pour réduire la fièvre d'Andrea. Elle retourne à Andrea, qui se sent aussi comme un fardeau pour Michonne et lui dit de l'abandonner, mais Michonne refuse. Ils concluent qu'ils doivent continuer alors qu'un groupe de marcheurs avance, alors ils se dirigent vers les bois.
Le lendemain, le groupe nettoie méthodiquement la cour intérieure de la prison des promeneurs avant d'entrer dans la prison pour nettoyer un bloc cellulaire. Daryl note que l'un d'entre eux portait des vêtements civils, soupçonnant qu'il y avait peut-être eu une brèche. Rick et les autres commencent à nettoyer les corps des marcheurs, donnant à Lori la chance de confier à Hershel qu'elle craint que son enfant soit mort -né et se réanime en tant que marcheur, mais Hershel la calme et lui affirme que l'enfant est en bonne santé. Plus tard, Rick, Daryl, Hershel, Glenn, Maggie et T-Dog partez en mission de reconnaissance dans d'autres parties de la prison et pénétrez plus profondément à l'intérieur, souvent dans l'obscurité totale. Tout semble calme au début, mais soudain, ils se heurtent à plusieurs groupes de marcheurs. Dans l'obscurité et la confusion, Glenn et Maggie se séparent du groupe. Quand il est enfin sûr de s'aventurer en arrière, Hershel essaie de trouver les deux mais est mordu au mollet par un marcheur qui ne semblait être mort. Le groupe se réunit alors et aide Hershel à sortir du couloir. Ils se réfugient et se barricadent dans la cafétéria, où Rick, pour tenter de sauver Hershel, ampute sa jambe avec une hachepour empêcher l'infection de se propager. Cependant, cela provoque un état de choc chez Hershel et s'évanouit à cause de la perte de sang qui s'ensuit. Ensuite, cinq silhouettes d'ombre apparaissent dans la pièce adjacente en regardant le groupe. Daryl se prépare à tirer, mais se rend compte qu'ils ne sont pas des rôdeurs mais qu'ils sont en fait des prisonniers survivants.

## Production
Danai Gurira fait sa première apparition en tant que Michonne. Elle a été officiellement annoncée, lors d'un épisode de Talking Dead , avoir été castée. Lors d'une interview avec The Hollywood Reporter, Kirkman a déclaré : "Il y a beaucoup de choses dans ce rôle, et Danai, plus que toute autre actrice, nous a montré qu'elle pouvait montrer cette force et montrer quel personnage intense elle pouvait être et, en même temps temps, avoir ce noyau émotionnel et être capable de montrer une vulnérabilité dans une certaine mesure que nous ne voyons pas beaucoup mais qui est définitivement là. » Il a ajouté, "elle était vraiment tout, et je pense qu'elle va faire du très bon travail". Gurira a ensuite commenté la mise en œuvre des traits de son personnage :
"J'essayais de vraiment enquêter sur un personnage et de lui permettre d'avoir autant de dimension que possible et de l'ouvrir encore plus. Ce que vous voyez à travers l'écriture et la vision du créateur, vous l'ajoutez en apportant votre pleine humanité et en vraiment plonger dans l'histoire du personnage, ses motivations et ses peurs ; toutes ces choses peuvent donner vie à un personnage multidimensionnel. C'est ainsi que j'ai été formé depuis le début et que j'ai créé des personnages dans le passé sur scène ou à travers mon écriture dramatique . Je prévois de mettre tout cela sur la table pour permettre à Michonne d'être aussi riche et complexe que possible. Je suis ravi de lui donner vie en tant que personne qui a vraiment beaucoup de vie et beaucoup de complexité. 

## Accueil

### Audience
Lors de sa première diffusion le 14 octobre 2012, "Seed" a battu plusieurs records en atteignant 10,9 millions de téléspectateurs, devenant le drame scénarisé le plus regardé sur un réseau câblé de base de l'histoire et l'épisode le plus regardé de la série à ce jour, surpassant le précédent record détenu par la finale de la saison deux , "Près du feu mourant". Il a finalement été dépassé pour l'ancien record par la première de la saison quatre, "30 jours sans accident", qui a ensuite été dépassé par la première de la saison cinq, "Pas de sanctuaire". La première de la saison trois a également vu une augmentation de 33,4% du nombre de téléspectateurs par rapport à la première de la saison deux, "Ce qui nous attend".

### Accueil critique
L'épisode a été acclamé par la critique. Sur Rotten Tomatoes, il détient un 100% avec une note moyenne de 8,73 sur 10, basée sur 15 avis. Le consensus des critiques se lit comme suit : la troisième saison de The Walking Dead répond à l'appel à l'action de son public avec "Seed", une première pleine d'action. Eric Goldman d' IGN a donné à l'épisode une note de 9,2 sur 10. Zack Handlen, écrivant pour The A.V. Club, a donné à l'épisode un A− sur une échelle de A à F.